# Chrosioderma albidum
Chrosioderma albidum är en spindelart som beskrevs av Simon 1897. Chrosioderma albidum ingår i släktet Chrosioderma och familjen jättekrabbspindlar.
Artens utbredningsområde är Madagaskar. Inga underarter finns listade i Catalogue of Life.